# خنزير جنيني

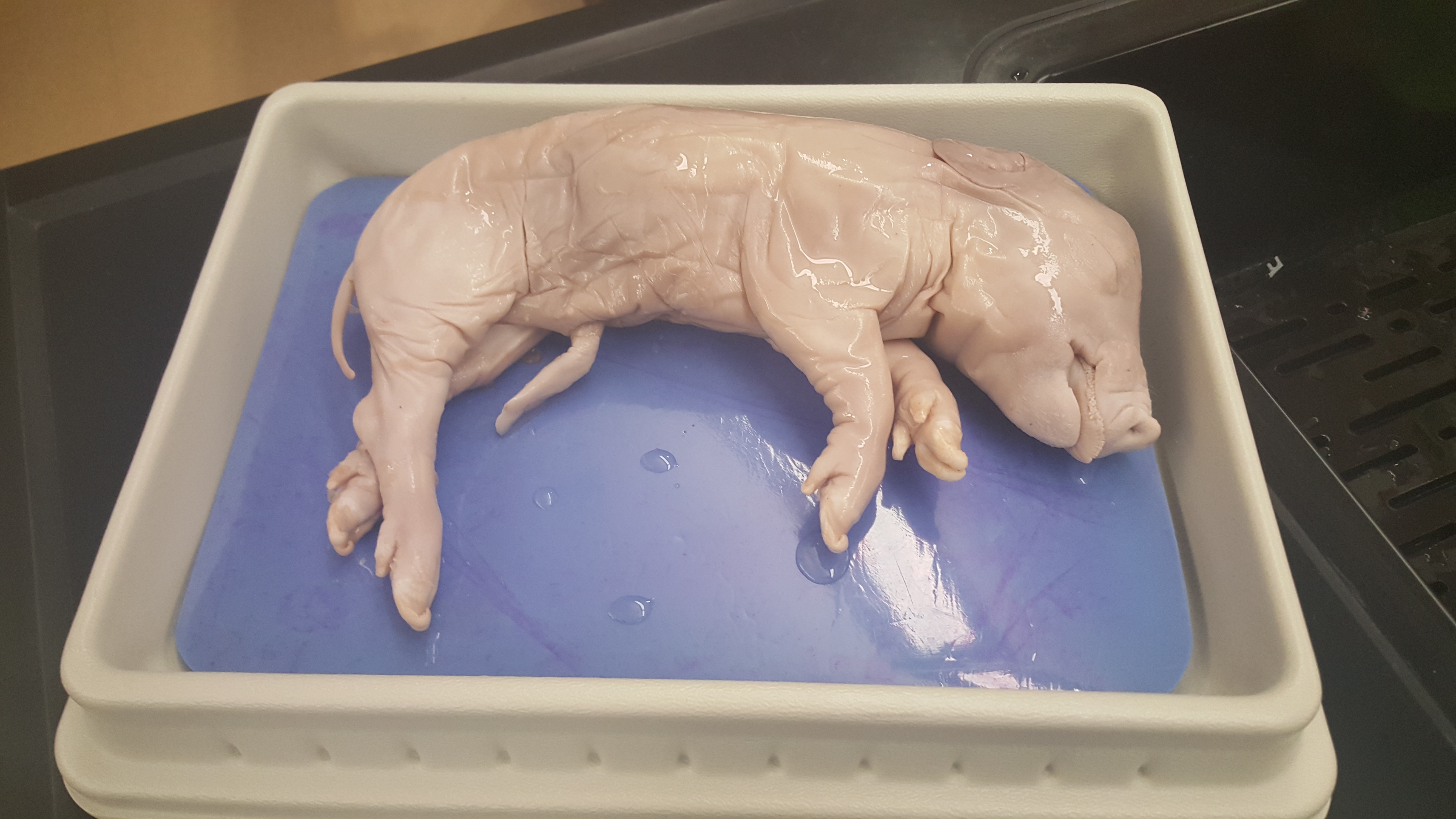
منظر خارجي لخنزير جنيني

الخنازير الجنينية هي خنازير لم تولد بعد وتستخدم في فصول علم الأحياء الابتدائية والمتقدمة كأشياء للتشريح. الخنازير، وذلك الثدييات الأنواع، وتوفير عينة جيدة لدراسة فسيولوجية النظم والعمليات نظرا لوجه التشابه بين العديد من الخنازير والأعضاء البشرية.

## الاستخدام في مختبرات الأحياء
تعد الخنازير الجنينية، إلى جانب الضفادع وديدان الأرض، من بين أكثر الحيوانات شيوعًا المستخدمة في تشريح الفصول الدراسية. هناك عدة أسباب لذلك، والسبب الرئيسي هو أن الخنازير، مثل البشر، من الثدييات. تشمل السمات المشتركة الشعر المشترك، والغدد الثديية، والولادة الحية، وأنظمة الأعضاء المماثلة، ومستويات التمثيل الغذائي، وشكل الجسم الأساسي. كما أنها تسمح بدراسة الدورة الدموية للجنين، والتي تختلف عن تلك الخاصة بالبالغ. ثانياً، من الممكن الحصول على خنازير الأجنة لأنها منتجات ثانوية لصناعة لحم الخنزير. الخنازير الجنينية هي الخنازير الصغيرة التي لم تتم لادتها بعد والتي تم قتلها بواسطة صناعة تعبئة اللحوم. لا تتم تربية هذه الخنازير وقتلها لهذا الغرض، ولكنها تُستخرج من رحم الأرنبة المتوفاة. غالبًا ما تستخدم الخنازير الجنينية غير المستخدمة في تشريح الفصل الدراسي في الأسمدة أو يتم التخلص منها ببساطة. ثالثًا، خنازير الأجنة رخيصة، وهو عنصر أساسي لاستخدام المدارس في التشريح. يمكن طلبها مقابل حوالي 30 دولارًا في شركات المنتجات البيولوجية. رابعًا، من السهل تشريح الخنازير الجنينية بسبب أنسجتها الرخوة وعظامها غير المكتملة النمو والتي لا تزال تتكون من الغضاريف. بالإضافة إلى ذلك، فهي كبيرة نسبيًا ولها أعضاء متطورة يمكن رؤيتها بسهولة. ولطالما أن صناعة لحوم الخنازير موجودة، فستكون الخنازير الأجنة وفيرة نسبيًا، مما يجعلها الخيار الأول لتشريح الفصول الدراسية.

### البدائل
خلصت العديد من الدراسات المقارنة التي تمت مراجعتها من قبل الأقران إلى أن النتائج التعليمية للطلاب الذين يتم تعليمهم المفاهيم والمهارات الطبية الحيوية الأساسية والمتقدمة باستخدام أساليب غير حيوانية تعادل أو تتفوق على نظرائهم الذين يستخدمون المعامل القائمة على الحيوانات مثل تشريح الحيوانات. 
خلصت مراجعة منهجية إلى أن الطلاب الذين درسوا باستخدام طرق غير حيوانية أظهروا «فهمًا متفوقًا للعمليات البيولوجية المعقدة، وزيادة كفاءة التعلم، وزيادة نتائج الفحص.»  كما أفاد بأن ثقة الطلاب ورضاهم قد ازدادت كما زاد استعدادهم للمختبرات وقدراتهم على استرجاع المعلومات والتواصل. 
وجدت ثلاث دراسات في جامعات في جميع أنحاء الولايات المتحدة أن الطلاب الذين قاموا بتشكيل أنظمة الجسم من الطين كانوا أفضل بشكل ملحوظ في تحديد الأجزاء المكونة للتشريح البشري من زملائهم في الفصل الذين أجروا تشريح الحيوانات.  
وجدت دراسة أخرى أن الطلاب فضلوا استخدام نموذج الصلصال على تشريح الحيوانات وقاموا بأداء نفس أداء زملائهم الذين قاموا بتشريح الحيوانات.

## التطوير

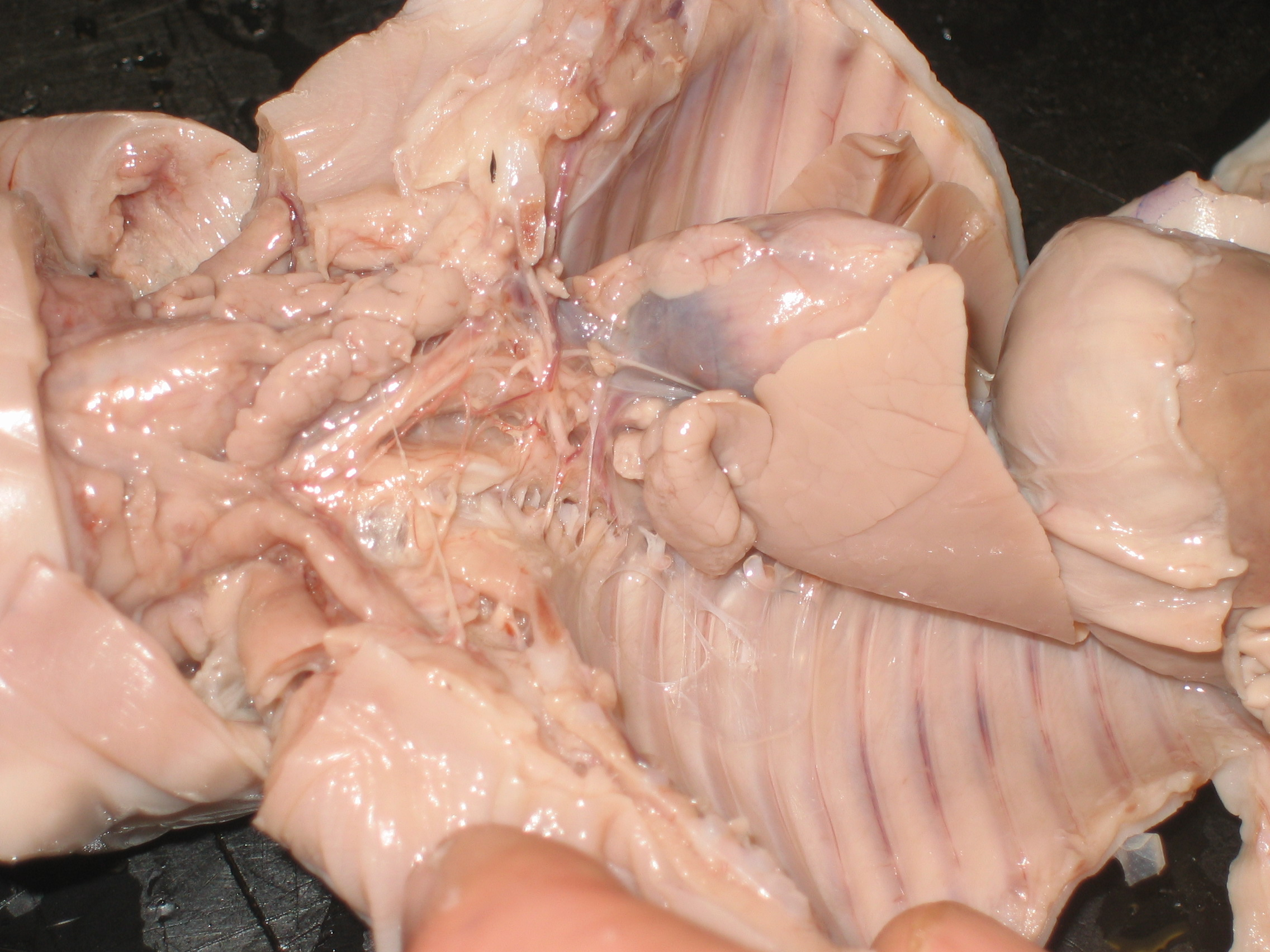
تشريح خنزير جنيني، يظهر التجويف الصدري، بما في ذلك القفص الصدري والقلب في التامور والرئتين والحجاب الحاجز وجزء من الكبد وجميع الأعضاء الموجودة تحت الرقبة

يعتمد حجم الخنزير الجنيني على الوقت المسموح للأم بالحمل:
| بحجم   | زمن     |
| ------ | ------- |
|        |         |
| 80 مم  | 68 يومًا |
| 100 مم | 75 يومًا |
| 158 مم | 86 يومًا |
| 220 مم | 100 يوم |
| 300 مم | 114 يوم |

### التغذية
لم تجد أي دراسات معلومات مهمة فيما يخص النظام الغذائي للخنازير الأم ومعدل بقاء الخنازير على قيد الحياة. ومع ذلك، هناك علاقة بين الأم التي تتبع نظامًا غذائيًا مغذيًا يحتوي على البروتينات والفيتامينات والمعادن أثناء فترة الحمل ومعدل بقاء الخنازير. ومع ذلك، فإن الارتباط لا يختلف من الناحية الإحصائية. لا يُعد الوزن أيضًا عاملاً في معدل البقاء على قيد الحياة لأن النظام الغذائي الصحي لا يؤدي إلى نسل أثقل أو فرصة أكبر للولادة الحية.

### تطور المشيمة
تستخدم المشيمة كوسيلة لنقل العناصر الغذائية من الأم إلى الجنين. تحدد الكفاءة التي يتم بها نقل العناصر الغذائية صحة الجنين ونموه. تم استخدام FRP ، أو وزن الجنين: نسبة وزن المشيمة، بشكل شائع لتحديد كفاءة المشيمة. ومع ذلك، فإن زيادة FPR لا يؤدي إلى زيادة حجم القمامة. بدلاً من ذلك، هناك طريقة أكثر دقة لتحديد نمو الجنين من خلال خصائص معينة لبطانة المشيمة. تتكون المشيمة من طبقة ثنائية من الأرومة الغاذية / بطانة الرحم. يرتبط عرض وطول طيات المشيمة ارتباطًا إيجابيًا وتزداد مع تقدم الحمل.
يتناقص عرض طيات المشيمة حتى اليوم 85 من الحمل. من هنا، يزداد العرض مع فترة الحمل ويبلغ أكبر عرض له في اليوم 105. معدل زيادة هذه الطيات يرتبط سلبًا بحجم الجنين. وبالتالي، سيظهر عرض أضعاف أكبر في الأجنة الأصغر. على الرغم من أن زيادة عرض طية المشيمة تزيد من التفاعل بين الجنين والأم، فإن تبادل المغذيات ليس أكثر كفاءة في خنازير الأجنة الأصغر، كما هو متوقع. العديد من العوامل الأخرى، بما في ذلك عمق طيات المشيمة، مسؤولة أيضًا عن هذه التفاعلات.

### التأثيرات البيئية على الأداء التناسلي للخنازير
أظهرت الدراسات أن حجم القمامة، ومقدار مساحة الأرض خلال فترة النمو، وعدد الخنازير المذهبة، أو أنثى الخنزير، أثناء النمو تؤثر على معدلات التكاثر للذهبية. أظهرت البيانات المأخوذة من دراسة أجريت عام 1976 من قبل نيلسون وروبنسون أن التبويضات التي تم الحصول عليها من الفضلات الصغيرة ذات الحجم الصغير أكثر من تلك المصنوعة من الفضلات الكبيرة. تشير الدراسة إلى أن الإجهاد يلعب دورًا في التأثير على التكاثر. لقد ثبت أن مقدار مساحة الأرضية يؤثر على الوقت الذي تستغرقه المواد الذهبية للوصول إلى سن البلوغ. سمحت كمية كافية من المساحة الأرضية للنسبة المئوية الأعلى من الذهب بالوصول إلى سن البلوغ في وقت أقرب من تلك التي تحتوي على مساحة أرضية أقل. حملت الطلاءات المذهبة الموضوعة في مجموعات أصغر خنزيرًا واحدًا لكل فضلات مقارنةً بالجيلات في مجموعات أكبر. ومع ذلك، فإن البيئة التي يتطور فيها مذهّب الجنين مهمة للتطور التناسلي والفسيولوجي.

## تشريح

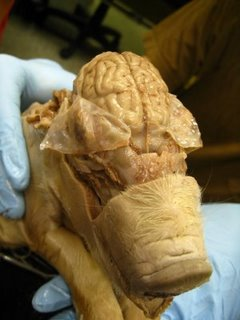

.